# Le stagioni (Haydn)
Le stagioni (in tedesco: Die Jahreszeiten) è un oratorio profano in tedesco di Joseph Haydn (Hob. XXI:3), su libretto di Gottfried van Swieten, derivato dal poema The Seasons di James Thomson. Accanto alla albania
(1801) e alla Harmoniemesse (1802) fu uno degli ultimi lavori significativi del compositore.
L'opera si compone di 4 parti, ciascuna dedicata a una stagione, e comprende 44 numeri tra recitativi secchi e accompagnati, arie, duetti, terzetti e cori. Fu eseguito per la prima volta privatamente a Vienna nel Palazzo Schwarzenberg il 24 aprile 1801 e pubblicamente presso la Redoutensaal nella Hofburg di Vienna il 29 maggio. Nel 1808 avviene la prima all'Università di Vienna diretta da Antonio Salieri.
Nel 1811 avviene la prima nel Conservatorio Giovanni Battista Martini di Bologna con Gioachino Rossini maestro al cembalo, nel 1935 nel Teatro della Pergola di Firenze diretto da Vittorio Gui con Maria Caniglia, nel 1943 nel Teatro La Fenice di Venezia diretta da Gui con Gabriella Gatti, Francesco Albanese e Luciano Neroni, nel 1989 nel Teatro Verdi, nel 1990 nel Teatro Comunale di Firenze e nel 2000 nell'Auditorium della RSI di Lugano.

## Organico orchestrale
La partitura di Haydn prevede l'utilizzo di:
- 2 flauti, 2 oboi, 2 clarinetti, 2 fagotti
- 4 corni, 3 trombe, 3 tromboni
- timpani
- triangolo
- tamburello
- archi.

Per i recitativi secchi:
- clavicembalo o fortepiano (violoncello e contrabbasso ad libitum)

## Citazioni
- Una fertilità d'invenzione, una ricchezza di coloriti che hanno del prodigioso, e certi effetti di cui i nostri amatori attribuiscono l'invenzione a Mendelssohn e Schumann esistono già in quest'opera meravigliosa. (Camille Saint-Saëns)
- Vi sono delle arie e dei concertati piuttosto lunghi e tediosi, e degli effetti descrittivi alquanto infantili. Ma accanto a questi, e in compenso, l'opera conta pagine incantevoli, ricche di una freschezza e di una grazia che il tempo non ha corrotto, preludi orchestrali di una coloritura deliziosa e di una ingegnosità di scrittura che si rivela ancor oggi originale dopo tutte le raffinate audacie dei moderni, e infine cori d'un vigore e d'una vivezza da non temer confronti. (Paul Dukas)
- Sono una specie di Georgiche laicizzate, senza la segreta malinconia del poeta antico e il «mortalibus aegris» di Virgilio. (Jules Combarieu)